# جیغ‌کش دست‌قرمز
جیغ‌کش دست‌قرمز (نام علمی: Alouatta belzebul) نام یک گونه از سرده میمون جیغ‌کش است.